# Maulen Mamyrov
Maulen Mamyrov (Almaty, Kazajistán, 14 de diciembre de 1970) es un deportista kazajo retirado especialista en lucha libre olímpica donde llegó a ser medallista de bronce olímpico en Atlanta 1996.

## Carrera deportiva
En los Juegos Olímpicos de 1996 celebrados en Atlanta ganó la medalla de bronce en lucha libre olímpica de pesos de hasta 52 kg, tras el luchador búlgaro Valentin Yordanov (oro) y el azerbaiyano Namig Abdullayev (plata).